# Eugenia acapulcensis
Eugenia acapulcensis es una especie de planta perteneciente a la familia de las mirtáceas. 

## Descripción
Son árboles pequeños a grandes, que alcanza un tamaño de 1.5–20 m de alto; con ramitas menudamente hispídulas. Hojas elípticas a ovado-elípticas u obovadas, (3.5–) 6–13 (–14.2) cm de largo y (1.8–) 2.5–4.5 (–6) cm de ancho, ápice generalmente acuminado o agudo, base aguda, glabras. Racimos 1–1.5 cm de largo, flores 15–20 (–30), pedicelos 2–5 (–10) mm de largo, cortamente pubescentes, bractéolas variables, algunas veces libres, otras connadas; hipanto campanulado, puberulento o glabro; lobos del cáliz redondeados, 0.5–1.5 mm de largo. Frutos globosos u oblongos, 8–15 mm de largo.

## Distribución y hábitat
Es una especie abundante, que se encuentra en bosques siempreverdes y caducifolios en las zonas norcentral y atlántica; a una altitud de 0–1200 metros, fl abr–sep, fr durante todo el año; desde el sur de México a Colombia.

## Taxonomía
Eugenia acapulcensis fue descrita por Ernst Gottlieb von Steudel y publicado en Nomenclator Botanicus. Editio secunda 1: 601. 1840.
Etimología
Eugenia: nombre genérico otorgado en honor del  Príncipe Eugenio de Saboya.
acapulcensis: epíteto geográfico que alude a su localización en Acapulco.
Sinonimia
- Eugenia antiquae L.Riley
- Eugenia bartlettiana Lundell
- Eugenia bonplandiana O.Berg
- Eugenia bracteolosa Lundell
- Eugenia campechiana Lundell
- Eugenia carthagenensis Jacq.
- Eugenia comitanensis Lundell
- Eugenia deltoidea Standl.
- Eugenia escuintlensis Lundell
- Eugenia mosquitensis O.Berg
- Eugenia ovatifolia Lundell
- Eugenia sibunensis Lundell
- Myrtus maritima Kunth[3]